# エド・ゴードン
エド・ゴードン（Edward "Ed" Lansing Gordon, Jr.、1908年7月1日 - 1971年9月5日）は、アメリカ合衆国の陸上競技選手である。彼は1932年に開催されたロサンゼルスオリンピックの走幅跳で金メダルを獲得した。

## 経歴
エド・ゴードンは1928年に開催されたアムステルダムオリンピックと、1932年に開催されたロサンゼルスオリンピックの2回、走幅跳競技に参加を果たしている。
アムステルダムオリンピックでは7位に終わった彼は、次のロサンゼルスオリンピックに至るまでの4年間で劇的な進歩を見せた。AAU主催大会で1929年と1932年の2回優勝した後、アイオワで開かれたNCAA主催大会で1929年から1931年の間優勝している。ゴードンはロサンゼルスオリンピックで、当時の走幅跳世界記録を保持していた南部忠平などを破って金メダルに輝いた。
ゴードンは長きにわたって走幅跳のトップ選手として活躍した。1938年にはAAU主催の室内走幅跳競技で優勝し、翌年も引き続いてそのタイトルを守っている。
彼の息子で同名のエドワード・ランシング・ゴードン3世（en:Ed Gordon (journalist)）は、ジャーナリズムの道に進んだ。

## オリンピックでの成績
| 年   | 大会                       | 場所                       | 種目   | 結果 | 記録  |
| ---- | -------------------------- | -------------------------- | ------ | ---- | ----- |
| 1928 | アムステルダムオリンピック | アムステルダム（オランダ） | 走幅跳 | 7位  | 7.32m |
| 1932 | ロサンゼルスオリンピック   | ロサンゼルス（アメリカ）   | 走幅跳 | 1位  | 7.64m |